# Инфантий
Инфантий (лат. Infantius) — римский политический деятель IV века.
Его отцом был консул 372 года Домиций Модест.
О карьере Инфантия известно мало. В 390 году скорее всего он был консуляром Сирии. В 393 году Инфантий стал комитом Востока.